# Antipositive, Pt. 1
Antipositive, Pt. 1 — первая часть третьего студийного альбома российской панк-поп-рейв группы Little Big. Альбом выпущен 8 мая 2018 года на лейбле «Little Big Family». Включает сингл «Lolly Bomb».

## История
Об альбоме Илья Прусикин сказал следующее:
Antipositive — смесь панка, рейва и рэпа. В новом альбоме больше протеста, агрессивнее музыка, в некоторых треках появилась электрогитара. И на фоне этого дикого рейва — один единственный лиричный трек, космический и расслабленный.Илья Прусикин
24 марта 2017 года на концерте в Москве Little Big анонсировали выход нового альбома. 25 декабря того же года в онлайн-журнале «Нож» вышло интервью-фоторепортаж со съёмок клипа «Lolly Bomb», в котором Илья Прусикин заявил:
Сейчас мы работаем над новым альбомом. Для вас заспойлерим — он будет называться ANTIPOSITIVE. Также у нас есть абсолютно новое шоу и идеи для пары-тройки клипов.Илья Прусикин
3 апреля 2018 года фотограф Алексей Корзов выложил Instagram-сторис, где спрашивает у диджея и санудпродюсера Сергея Макарова, одного из участников группы, про новый альбом Antipositive. Сергей ответил, что альбом будет разделён на 2 части. В начале мая того же года клип «Lolly Bomb» занял первое место на лос-анджелесском кинофестивале «Global Film Festival Awards».
8 мая 2018 года, в день выхода альбома, был выпущен клип на песню «Punks Not Dead», в съёмках которого принял участие рэпер LIZER.

## Отзывы
Рецензент информационного ресурса Канобу Самим Сарвари отметил, что альбом стремится «захватить и переполошить музыкальное и личное пространство слушателя», подметив при этом, что Antipositive, Pt. 1 — это история о том, как Little Big «решили возродить панк и разочарованно убить любовь». Также он заметил, что в композиции «Ak-47» можно услышать «сильное влияние трэпа», а начальной идеей центральной песни альбома является политика, и заключающей — протест. Песню «Voice of Hell» Самим назвал «апокалиптическим рейвом», заметив в ней отсылки к «Алисе в Стране чудес». Продолжая говорить о «Voice of Hell», обозреватель Канобу сказал, что композиция «перетекает в оголённую и топорную ненависть в „Hate You“». Последний трек альбома «Love Is Dead» рецензент сравнил с песнями из альбома американского рэпера и певца XXXTentacion 17 и песней японского и австралийского видеоблогера и рэпера Joji «Yeah Right».

## Продолжение альбома
5 октября 2018 года было выпущено продолжение альбома под названием Antipositive, Pt. 2. В него вошёл сингл «Skibidi», который был номинирован на «ZD Awards-2018» в категориях «Тренд года» и «Хайп года».

## Список композиций
| №                   | Название            | Автор(ы)                      | Длительность |
| ------------------- | ------------------- | ----------------------------- | ------------ |
| 1.                  | «Punks Not Dead»    | Илья Прусикин Виктор Сибринин | 2:18         |
| 2.                  | «Ak-47»             | Илья Прусикин Любим Хомчук    | 3:02         |
| 3.                  | «Antipositive»      | Илья Прусикин Любим Хомчук    | 3:33         |
| 4.                  | «Faradenza»         | Илья Прусикин Любим Хомчук    | 2:29         |
| 5.                  | «Lolly Bomb»        | Илья Прусикин Любим Хомчук    | 3:53         |
| 6.                  | «Voice of Hell»     | Илья Прусикин Любим Хомчук    | 2:59         |
| 7.                  | «Hate You»          | Илья Прусикин Виктор Сибринин | 2:04         |
| 8.                  | «Love Is Dead»      | Илья Прусикин Виктор Сибринин | 3:50         |
| Общая длительность: | Общая длительность: | Общая длительность:           | 24:12        |

## Чарты
| Чарт (2018)          | Позиция |
| -------------------- | ------- |
| Россия (Apple Music) | 89      |

### Комментарии
1. ↑  Сторис — функция, созданная для публикации фото и 15-секундных видео в социальной сети Instagram, хранящихся 24 часа.